# Kizel
Kizel (en russe : Кизел) est une ville minière du kraï de Perm, en Russie, et le centre administratif du raïon Kizelovski. Sa population s'élevait à 17 877 habitants en 2013.

## Géographie
Kizel se trouve sur les contreforts occidentaux de l'Oural. Elle est arrosée par la rivière Kizel, un affluent de la Vilvy Iaïvi. Elle est située à 64 km au sud-est de Berezniki, à 143 km au nord-est de Perm et à 1 251 km au nord-est de Moscou. Les villes les plus proches de Kizel sont Alexandrovsk au nord (14 km par la route) et Goubakha au sud (24 km).

## Histoire
La naissance de la cité est liée à l'exploitation de mines de fer puis de mines de charbon peu après le milieu du XVIIIe siècle. L'usine sidérurgique Kizelovski zavod fut mise en service en 1789. Les mines de Staro Korchounovskaïa, très importantes pour l'époque, furent mises en exploitation en 1856. En 1879, la voie ferrée Tchoussovskaïa – Solikamsk fut ouverte, ce qui donna une impulsion nouvelle à l'exploitation du charbon. En 1926, Kizel accéda au statut de ville.
Kizel est le centre du bassin houiller Kizelovski. L'entreprise Kizelougol (Кизелуголь) exploite des mines de charbon et produit du coke.

## Population
Recensements (*) ou estimations de la population
| 1897* | 1926*  | 1931   | 1939*  | 1959*  | 1970*  |
| ----- | ------ | ------ | ------ | ------ | ------ |
| 4 400 | 13 996 | 23 400 | 39 365 | 60 687 | 46 264 |

| 1979*  | 1989*  | 2002*  | 2010*  | 2012   | 2013   |
| ------ | ------ | ------ | ------ | ------ | ------ |
| 39 831 | 36 746 | 23 841 | 19 587 | 18 560 | 17 877 |

## Personnalités
- Andréi Bandera (1971-), auteur, compositeur et interprète de chansons, est né à Kizel.